# Nasiłowo (przystanek kolejowy)
Nasiłowo (biał. Насілава, ros. Насилово) – przystanek kolejowy w miejscowości Nasiłowo, w rejonie mołodeczańskim, w obwodzie mińskim, na Białorusi.